# Josef Heinrich Grebing
Josef Heinrich Grebing (* 22. März 1879 in Magdeburg; † 24. Oktober 1940 in der Tötungsanstalt Grafeneck) war ein deutscher Kaufmann und Vertreter der Art brut. Er kam 1906 wegen unterschiedlicher psychischer Erkrankungen in psychiatrische Behandlung und wurde 1940 im Rahmen des NS-Euthanasieprogramms ermordet.

## Leben
Grebing entstammte einer Kaufmannsfamilie. Nachdem er als selbständiger Unternehmer in Mannheim gescheitert war, war er als Rechtskonsulent tätig. 1904 wurde er wegen Unterschlagung vom Landgericht Mannheim zu vier Monaten Gefängnis verurteilt, nachdem er zuvor bereits drei Monate in Untersuchungshaft gesessen war. Das Urteil stellte für ihn nicht nur einen Bruch mit seiner sozialen Umwelt dar, sondern brachte ihn auch psychisch ins Schwanken. 1906 versuchte er sich vergeblich mit seiner in Wien veröffentlichten Schrift „Justizverbrechen? Meine Rechtfertigung just tempore“ zu rehabilitieren.
Nachdem er im Juni 1906 seine Tätigkeit als Handlungsreisender in Österreich-Ungarn hatte aufgeben müssen, versuchte er sich das Leben zu nehmen und sprang in die Donau. Daraufhin wurde er wegen Suizidversuchs in die Psychiatrische Universitätsklinik in Wien eingewiesen. Nach zehn Monaten wurde er 1907 von Anstaltsleiter Julius Wagner-Jauregg in die Anstalt Rittergut Altscherbitz nach Magdeburg verlegt. 1908 folgte seine Verlegung von Magdeburg in die Psychiatrische Universitätsklinik Heidelberg.

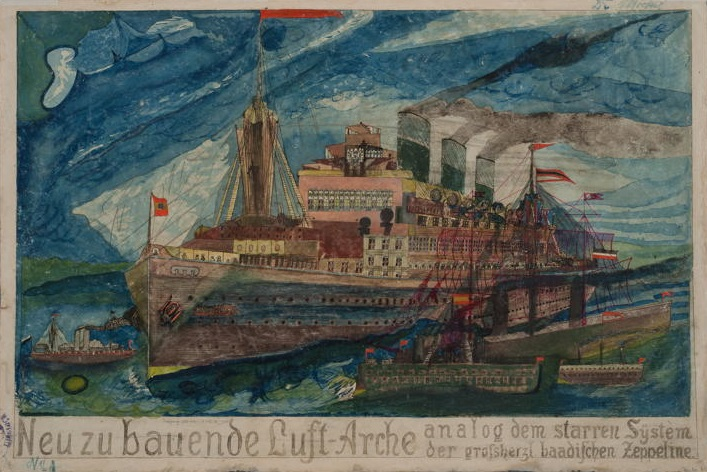
Josef Heinrich Grebing, Neu zu bauende Luft-Arche, vor 1921, Sammlung Prinzhorn

Laut seiner Heidelberger Krankenakte wurden bei ihm verschiedene psychischen Erkrankungen aus dem schizophrenen Formenkreis diagnostiziert, wie Dementia praecox, Manie, paranoide Schizophrenie und vorzeitige Verblödung.  Im Oktober 1908 wurde Grebing von Heidelberg in die Heilanstalt Wiesloch überführt. Da er sich gegen die Überführung heftig wehrte, gegen die er auch später immer wieder protestierte, wurde er mit Medikamenten ruhig gestellt. In Wiesloch war Grebing wegen seiner ausgezeichneten Handschrift als Formularschreiber beschäftigt. Durch seine Tätigkeit in der Schreibstube der Anstalt bekam er Zugriff auf Papier, das er für seine eigenen Arbeiten nutzte. Jahrelang füllte er in Wiesloch unzählige Seiten mit Tabellen, Symbolen, unzähligen Zahlenkolonnen und komplexen geometrischen Figuren. Er erstellte Kalender mit Mondphasen und Planetenläufen, aber auch kuriose Kalender wie beispielsweise für die „Zeitrechnung für katholische Jünglinge und Jungfrauen“  oder solche, die er als „Scharfrichter- und Raubmörderkalender“ bezeichnete. Verfasste Schriften, die sich auf eigensinnige Weise mit der Qualität und dem Handel von „Closettpapier“ auseinandersetzten. Daneben beschäftigte er sich mit einem von ihm in der Anstalt gegründeten imaginären weltweiten Handelsimperium.
Ab 1909 begann er aus eigenem Antrieb die Haus- und Dienstordnung der Anstalt zu überarbeiten. In seiner Arbeit setzte er sich für eine empathische Behandlung ein und appellierte mehr oder weniger offen für die gewaltlose Betreuung der Patienten sowie für die freie Entscheidung des Entlassungstages. Die Ärzte sollten zudem neben ihrer Tätigkeit als Mediziner halb Berater und halb Freund sein. Seine Vorschläge, die er noch im gleichen Jahr einreichte, wurden zwar von der Anstaltsleitung wahrgenommen, aber nicht umgesetzt. Als Reaktion verfasste Grebing darauf eine zynische Anstaltsordnung, die aber keine Beachtung fand. Daraufhin fertigte er in seinen Notizbüchern seine eigene Tagesordnung an, in der er seinen verborgenen Wünschen nach einem ausgeglichenen Leben Ausdruck verlieh.
1925 kam er nach 17 Jahren Aufenthalt in Wiesloch in die Anstalt Emmendingen. In Emmendingen zog er ein verbittertes Resümee über Wiesloch und beschrieb seine Zeit dort als Hölle. Die durch die Hausordnung festgelegte Krankenpflege sei nichts weiter als Freiheitsberaubung gewesen. Seine in der Psychiatrie in Wiesloch gefertigten Bilder und Schriften hatte er bereits zu Ostern 1919 in der Heidelberger Klinik vorgestellt. Vermutlich ließ er sie dort aus Angst zurück, weil er befürchtete, dass sie bei seiner Rückkehr von den Wärtern in Wiesloch zerstört werden würden. Wahrscheinlich handelt es sich dabei um die zur Sammlung Prinzhorn gehörenden Arbeiten.
1931 kehrte er nach Wiesloch zurück, bevor er zwei Jahre später in die Anstalt Reichenau-Konstanz überwiesen wurde. Dort verblieb er bis 1939. Nach einem kurzen Zwischenaufenthalt in Wiesloch kam er 1940 in die NS-Tötungsanstalt Grafeneck und wurde dort am 24. Oktober 1940 im Alter von 61 Jahren in den Gaskammern ermordet.